# Muaythai ai III Giochi europei
Gli incontri di muay thai ai III Giochi europei sono stati disputati presso la Myślenice Arena di Myślenice in Polonia dal 25 al 27 giugno 2023.
Questa è stata la prima partecipazione del muay thai ai Giochi europei.

## Podi

### Maschili
| Specialità | Oro                 | Argento                    | Bronzo                             |
| 60 kg      | Gianny De Leu       | Sercan Koc                 | Vladyslav Mykytas Narek Khachikyan |
| 67 kg      | Igor Liubchenko     | Oskar Siegert              | Khayal Aliyev Sven Lynus Bylander  |
| 71 kg      | Oleksandr Yefimenko | Gonçalo Noite              | Jakub Rajewski Messie Kubila       |
| 81 kg      | Artiom Livadari     | Yehor Skurikhin            | Ondrej Malina Enis Yunusoğlu       |
| 91 kg      | Oleh Pryimachov     | Enrico Pellegrino Pellegri | Jakub Klauda Kyriakos Bakirtzis    |

### Femminili
| Specialità | Oro                    | Argento          | Bronzo                                  |
| 51 kg      | Gülistan Turan         | Roksana Dargiel  | Anastasiia Mykhailenko Myriame Djedidi  |
| 54 kg      | Martyna Kierczyńska    | Axana Depypere   | Ezgi Keleş Elene Loladze                |
| 57 kg      | Patricia Nathal Axling | Matilde Maria Ro | Aysu Devrishova Miina Sirkeoja          |
| 60 kg      | Astrid Johanna Grents  | Kübra Kocakuş    | Sara Piccirillo Dominika Filec          |
| 63,5 kg    | Bediha Tacyıldız       | Tereza Štechová  | Emili Rzayeva Chonlathorn Mingsupphakun |

## Medagliere
| Pos.   | Paese       | Oro | Argento | Bronzo | Totale |
| ------ | ----------- | --- | ------- | ------ | ------ |
| 1      | Ucraina     | 3   | 1       | 2      | 6      |
| 2      | Turchia     | 2   | 2       | 2      | 6      |
| 3      | Polonia     | 1   | 2       | 2      | 5      |
| 4      | Belgio      | 1   | 1       | 1      | 3      |
| 5      | Svezia      | 1   | 0       | 1      | 2      |
| 6      | Estonia     | 1   | 0       | 0      | 1      |
| 6      | Moldavia    | 1   | 0       | 0      | 1      |
| 8      | Portogallo  | 0   | 2       | 0      | 2      |
| 9      | Rep. Ceca   | 0   | 1       | 2      | 3      |
| 10     | Italia      | 0   | 1       | 0      | 1      |
| 11     | Azerbaigian | 0   | 0       | 3      | 3      |
| 12     | Finlandia   | 0   | 0       | 2      | 2      |
| 12     | Francia     | 0   | 0       | 2      | 2      |
| 14     | Armenia     | 0   | 0       | 1      | 1      |
| 14     | Georgia     | 0   | 0       | 1      | 1      |
| 14     | Grecia      | 0   | 0       | 1      | 1      |
| Totale | Totale      | 10  | 10      | 20     | 40     |